# Гонсалес де Клавихо, Руй
Руй Гонса́лес де Клави́хо (исп. Ruy Gonzáles de Clavijo; ум. 2 апреля 1412, Мадрид) — испанский дипломат и путешественник, посетивший двор Тамерлана в Мавераннахре.

## Биография
Уроженец Мадрида, представитель древнего и богатого рода, камергер Энрике III. После успеха первого посольства Пелайо де Сотомайора и Эрнандо Санчеса де Паласуэлоса ко двору Тамерлана, король в 1403 году поставил его во главе второго посольства к этому правителю. С письмом короля Гонсалес де Клавихо отплыл 22 мая из Кадиса и через Родос, Константинополь и Трапезунд добрался к сентябрю 1404 года до Самарканда. Здесь он оставался около полугода, лично ознакомился с положением земель, находившихся под властью Тамерлана, с редкой наблюдательностью подметил местные обычаи и живо описал их. После смерти Тамерлана в феврале 1405 года посольство Гонсалеса де Клавихо потеряло смысл, и он отправился назад, вернувшись в Кастилию в марте 1406 года.
После кончины короля в 1407 года престарелый Гонсалес де Клавихо отошел от государственных дел и занялся постройкой фамильного склепа в капелле монастыря Святого Франциска в Мадриде, где был погребён. Склеп не сохранился; в конце XV в. его разрушили при перестройке.

## Дневник

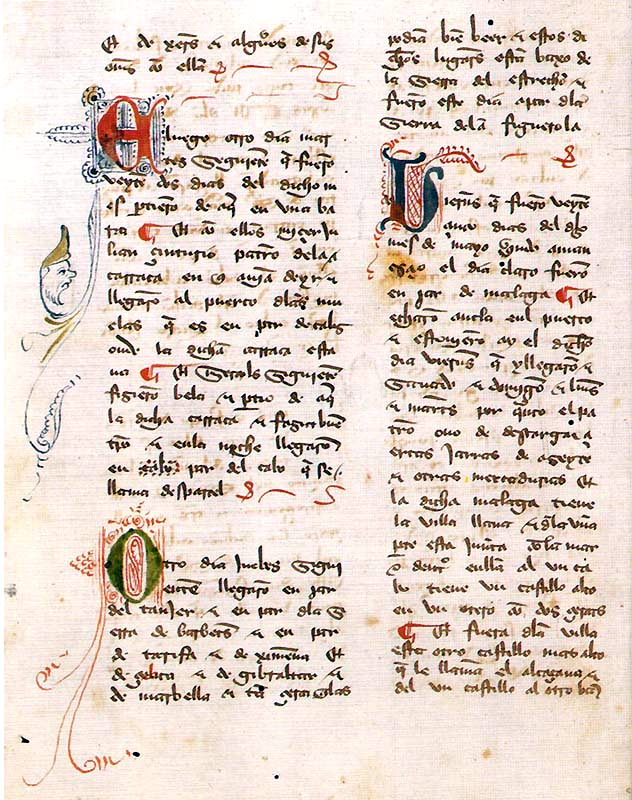
Гонсалес де Клавихо. «Жизнь и деяния великого Тамерлана»

Все три года путешествия Гонсалес де Клавихо вёл дневник. До настоящего времени рукопись дошла в двух списках, которые хранятся в Национальной Мадридской библиотеке. Дневник этот впервые напечатан издателем Арготе де Молина с краткой аннотацией в начале и конце книги в «доме и пригороду Анреа Писционе» в Севилье под заглавием «Жизнь и деяния великого Тамерлана, с описанием земель его империи» (исп. «Vida y hazañas del Gran Tamorlán, con la descripción de las tierras de su imperio y señorío»; Севилья, 1582).
В Российской Федерации два экземпляра первого издания удовлетворительной сохранности имеются в Отделе редких книг Российской государственной библиотеки в Москве. «Дневник» Гонсалеса де Клавихо неоднократно переиздавался на различных языках. Первый перевод на русский язык с комментариями и его публикацию осуществил И. И. Срезневский; напечатан под заглавием: «Р. Г. де Клавихо. Дневник путешествия ко двору Тимура в Самарканд в 1403—1406 гг.» (СПб., 1881 — из 28-го тома «Сборника отделения русского языка и словесности академии наук»).
Второй перевод, более точный и снабженный новейшими комментариями В. В. Бартольда, И. П. Петрушевского, Ф. И. Успенского и других выполнен И. С. Мироковой и выпущен с её предисловием в Москве издательством «Наука» в 1990 году.

## Публикации
- Клавихо, Руи Гонсалес де. Дневник путешествия в Самарканд ко двору Тимура (1403-1406) / / Пер. со староиспанского, предисл. и коммент. И. С. Мироковой; Отв. редакторы Г. Г. Берадзе, К. К. Куция. Институт востоковедения АН СССР. — М.: Наука, Главная редакция восточной литературы, 1990. — 216 с. — 15 000 экз. — ISBN 5-02-016766-5. (обл.)